# Pillomena dandenongensis
Pillomena dandenongensis är en snäckart som först beskrevs av Petterd 1879.  Pillomena dandenongensis ingår i släktet Pillomena och familjen Charopidae. Inga underarter finns listade i Catalogue of Life.